# Gregorio Méndez 2.ª Sección
Gregorio Méndez 2.ª Sección es una localidad del municipio de Huimanguillo ubicado en la subregión de la Chontalpa del estado mexicano de Tabasco.

## Geografía
La localidad de Gregorio Méndez 2.ª Sección se sitúa en las coordenadas geográficas 17°40′32″N 93°36′12″O / 17.675556, -93.603333, a una elevación de 51 metros sobre el nivel del mar.

## Demografía
Según el Conteo de Población y Vivienda 2020, efectuado por el Instituto Nacional de Estadística y Geografía, la localidad de Gregorio Méndez 2.ª Sección tiene 23 habitantes, de los cuales 11 son del sexo masculino y 11 del sexo femenino. Su tasa de fecundidad es de 2.2 hijos por mujer y tiene 5 viviendas particulares habitadas.
| Gráfica de evolución demográfica de Gregorio Méndez 2.ª Sección entre 1970 y 2020 |
|                                                                                   |
| INEGI.                                                                            |